# Sympycnus varipes
Sympycnus varipes är en tvåvingeart som beskrevs av Aldrich 1901. Sympycnus varipes ingår i släktet Sympycnus och familjen styltflugor. Inga underarter finns listade i Catalogue of Life.